# Brachionopus robustus
Brachionopus robustus là một loài nhện trong họ Theraphosidae.
Loài này thuộc chi Brachionopus. Brachionopus robustus được Mary Agard Pocock miêu tả năm 1897.